# Jean Pouilloux
Jean Pouilloux (geboren am 31. Oktober 1917 in Le Vert; gestorben am 23. Mai 1996 in Condrieu) war ein französischer Klassischer Archäologe, Epigraphiker und Wissenschaftsorganisator.

## Werdegang
Jean Pouilloux nahm im Jahr 1939 ein Studium der Altertumswissenschaften an der École normale supérieure – einer der Grandes écoles – in Paris auf. Nach der Agrégation im Jahr 1943 war er von 1944 bis 1945 Lehrer am Lycée in Angers. 1945 wurde er Stipendiat der École française d’Athènes, der er bis 1949 angehörte. Hier legte er die Grundlagen seiner zukünftigen Forschungen, einerseits mit der Untersuchung des epigraphischen Materials der attischen Küstenfestung Rhamnous, andererseits durch die Beschäftigung mit den Inschriften von der Agora auf Thasos. Zugleich begann er seine delphischen Forschungen.
Im Jahr 1951 wurde Jean Pouilloux Assistent für Alte Geschichte an der Universität Lyon, 1954 wurde er Mitglied der École française d’Athènes. Seine Promotion erfolgte 1955 in Paris mit den 1954 publizierten Schriften Recherches sur l’histoire et les cultes de Thasos. I: De la fondation de la cité à 196 avant Jésus-Christ als Hauptarbeit und der sekundären Doktoratsarbeit La forteresse de Rhamnonte. Von 1955 bis 1957 war er Maître de conférences an der Universität in Besançon, 1957 wurde er in gleicher Position an der Universität Lyon angestellt und dort bald darauf zum Professor für Sprache, Literatur und Zivilisation der griechischen Antike ernannt – eine Position, die er bis zu seiner Emeritierung 1985 innehatte. An der Universität Lyon gründete er 1959 das Institut Fernand Courby, in dessen Räumlichkeiten samt angeschlossener Bibliothek vor allem epigraphische Forschungen betrieben werden und das die Arbeit des 1923 von Fernand Courby gegründeten Institut d’épigraphie grecque fortsetzte und ausdehnte. 1967 wurde es in den Rang eines laboratoire, einer Forschungsstätte, des Centre national de la recherche scientifique (CNSR) erhoben. Jean Pouilloux stand dem Institut als Direktor vor. Im Jahr 1972 wurde er Präsident des Centre de recherches archéologiques am CNSR, bis er 1976 auf den Posten des wissenschaftlichen Direktors für Altertumswissenschaften des CNRS wechselte. Die Position behielt er bis 1982.
Im Jahr 1975 gründete er in Lyon die Maison de l’Orient et de la Méditerranée (MOM), eine Forschungseinrichtung, die heute als Maison de l’Orient et de la Méditerranée Jean-Pouilloux seinen Namen trägt und rund 350 Wissenschaftler aus den Bereichen Archäologie, Alte Geschichte und Ephigraphik, aber auch Chemie, Geologie, Politologie und Architektur beschäftigt. Bis 1978 war er Direktor der MOM.
Im Jahr 1986 war er Präsident der Fondation pour le Lexicon Iconographicum Mythologiae Classicae, 1988 Präsident der Académie des inscriptions et belles-lettres, der er seit 1978 als gewähltes Mitglied angehörte. Im gleichen Jahr war er Präsident des Institut de France, der Dachorganisation aller staatlichen Akademien Frankreichs.

## Forschungen
In seinen Forschungen beherzigte Jean Pouilloux stets die Maxime seines Lehrers Louis Robert, bei der Analyse und dem Studium antiker Texte, seien es literarische oder epigraphische Zeugnisse, den natürlichen Rahmen ihrer Entstehung und die Hinterlassenschaften der zugehörigen materiellen Kultur im Auge zu behalten. Bereits seine Studien zur Festung von Rhamnous schlossen topographische und historische Aspekte ein, widmeten sich dem militärischen Leben einer solchen Grenzfestung, ihrem Verhältnis zur zivilen Bevölkerung des zugehörigen Demos sowie den lokalen religiösen Institutionen. Seine Forschungen zur Geschichte der Insel Thasos berücksichtigten gleichermaßen die Geographie der Insel wie die literarischen Überlieferungen. Viele Jahre widmete er sich seit seiner Athener Zeit der Erforschung Delphis, insbesondere, aber nicht ausschließlich der Inschriften. Ergebnis waren seine Beiträge zu den Ergebnisbänden der Fouilles de Délphes sowie die mit Georges Roux verfasste Monographie Énigmes à Delphes über die Rätsel von Delphi.
Im Jahr 1960 publizierte er eine seiner grundlegendsten Arbeiten – eine Sammlung griechischer Inschriften mit Einführung, Texten, Übersetzungen und Anmerkungen, an denen exemplarisch die fundamentale Bedeutung der Inschriften für die Erschließung der antiken griechischen Kultur und Geschichte dargestellt wird. Gleichzeitig stieß er für die Sources Chrétiennes des Verlagshauses Éditions du Cerf die Edition der Schriften Philons von Alexandria an, für die er ab Band 3 Roger Arnaldez und Claude Mondésert als Mitarbeiter und Mitherausgeber gewinnen konnte.
Archäologische Feldforschung blieb gleichwohl Teil seiner wissenschaftlichen Arbeit. 1964 gründete er die französische archäologische Mission zur Erforschung der zyprischen Stadt Salamis, die er bis 1974 leitete. Zusammen mit Vassos Karageorghis, dem Leiter der Antikenverwaltung Zyperns, führte er jährlich zwei Ausgrabungskampagnen durch. Die Ergebnisse wurden regelmäßig auch mit Beiträgen von Jean Pouilloux publiziert, der sich hierbei Problemen der lokalen Religion, der Akkulturation und der authentisch zyprischen Kultur widmete.

## Mitgliedschaften und Ehrungen
- 1970: Korrespondierendes Mitglied des Deutschen Archäologischen Instituts
- 1972: Mitglied der Académie des Sciences, belles-lettres et arts de Lyon
- 1975: Korrespondierendes Mitglied der Akademie von Athen
- 1976: Korrespondierendes Mitglied der Archäologischen Gesellschaft Athen
- 1976: Ehrendoktor der Universität Thessaloniki
- 1978: Mitglied der Académie des inscriptions et belles-lettres
- 1979: Mitglied der Académie de Bordeaux
- 1989: Ehrendoktor der Universität Montreal
- 1990: Ausländisches Ehrenmitglied des Archaeological Institute of America

## Publikationen (Auswahl)
- Recherches sur l’histoire et les cultes de Thasos. Teil I: De la fondation de la cité à 196 avant Jésus-Christ (= École française d’Athènes. Études thasiennes. Band 3). Boccard, Paris 1954 (Digitalisat).
- La forteresse de Rhamnonte (= Bibliothèques de l’Ecole française d’Athènes et de Rome – Série Athènes. Band 179). Boccard, Paris 1954 (Digitalisat).
- mit Christiane Dunant: Recherches sur l’histoire et les cultes de Thasos. Teil 2: De 196 avant J.-C. jusqu’a la fin de l’antiquite (= École française d’Athènes. Études thasiennes. Band 5). Boccard, Paris 1957 (Digitalisat).
- Fouilles de Delphes. Band 2: Topographie et architecture. La région nord du sanctuaire (de l’époque archaïque à la fin du sanctuaire). Boccard, Paris 1960.
- Choix d’inscriptions grecques. Presses universitaires de Lyon, Lyon 1960.
- mit Georges Roux: Énigmes à Delphes. Boccard, Paris 1963.
- Les œuvres de Philon d’Alexandrie. Éditions du Cerf, Paris:
  - Band 9: De agricultura, 1961.
  - Band 10: De plantatione, 1961.
  - Band 22: De vita Mosis, I–II, 1967.
  - Band 30: De æternitate mundi, 1969.
- Fouilles de Delphes. Band 3: Epigraphie. Teil 4: Les inscriptions de la terrasse du temple et de la région nord du sanctuaire. N° 351–516. Boccard, Paris 1976.